# 豊川市立音羽中学校
豊川市立音羽中学校（とよかわしりつ おとわちゅうがっこう）は、愛知県豊川市赤坂町西縄手にある公立中学校。略称は「音中（おとちゅう）」。

## 概要
豊川市西部にある中学校で、2008年（平成20年）に豊川市と合併し消滅した宝飯郡音羽町内で唯一の中学校だった。旧東海道沿いにあり、学校の中を音羽川が流れ、南には宮路山がそびえる自然豊かな環境にある。隣にある長沢町を越えれば岡崎市である。距離にして約3kmである。
2014年度の生徒数は354人、学級数は13で、豊川市内の中学校では最も少ない。

## 沿革
- 1947年 - 赤坂町立赤坂中学校と長沢村立長沢中学校が開校
- 1948年 - 赤坂中学校と長沢中学校が合併して赤坂町長沢村組合立音羽中学校が開校
- 1955年 - 音羽町立となる
- 1970年 - 音羽町立萩中学校と合併
- 1992年 - 当時近隣の中学校の中で唯一長年の校則であった男子は丸坊主の規定が、一部生徒の働きかけで発足した改善実行委員会の活動でこの校則が撤廃され　校風も生徒の自主性を尊重するゆるやかなイメージとなった。
- 2008年 - 音羽町立音羽中学校から豊川市立音羽中学校に校名変更
- 2015年 - 体操服が一新される

## 通学区域
豊川市赤坂町・赤坂台・長沢町・萩町(萩町および長沢小学校以遠の長沢町は自転車通学)
音羽中学校前にある旧東海道を東に行けばすぐに長沢地区となる。
つまり音羽中学校は長沢と赤坂の境目に存在するようなものであるが、住所上では赤坂町である。昔は赤坂町東山からの通学も自転車だった。

## 周辺
- 豊川市音羽支所
- 豊川市音羽図書館
- 名鉄名古屋本線 名電赤坂駅
- 東名高速道路 音羽蒲郡インターチェンジ
- えびせんべい共和国

## 交通アクセス
- 名鉄名古屋本線 名電赤坂駅より徒歩約20分
- 名鉄名古屋本線 国府駅より豊川市コミュニティバス音羽線で「音羽中学校」下車すぐ
- 東名高速道路 音羽蒲郡ICより車で約10分